# Hei Ling Chau
Hei Ling Chau (chino tradicional: 喜 灵 洲, literalmente "Isla de la Sanación feliz" / "Alma alegre"), antes Hayling Chau, es una isla de la región administrativa especial de Hong Kong, en China situada al este de la Bahía Silver Mine y de las islas de Chi Ma Wan y Lantau. Es administrativamente parte del Distrito de las Islas.

## Historia
La isla fue originalmente llamada Isla Nai Gu (尼姑 洲). Se poblara al final del siglo XIX, y en 1951, había 10 familias que representaban cerca de 100 personas en la isla. Fue designado como una colonia de leprosos en 1950 y los isleños fueron trasladados a Tai Pak, Shap Long y Cheung Chau. La isla pasó a llamarse luego Hei Ling Chau. En una época en la década de 1960, el hospital de leprosos llegó a un máximo de 540 pacientes. La colonia fue cerrada en 1974, y los pacientes restantes fueron trasladados al nuevo hospital de Lai Chi Kok. La isla fue posteriormente administrada por el Departamento de Servicios Correccionales.

## Geografía
Hei Ling Chau se encuentra al sur de Peng Chau y el norte de Cheung Chau. Su compañera, la Isla del Sol, se encuentra en su noreste. Tiene una superficie de 1,93 km², y la montaña más alta alcanza los 187 metros de altura. La isla tiene forma de L con un ángulo apuntando hacia el noreste. 